# Оркидлендс-Истейтс
Оркидлендс-Истейтс (англ. Orchidlands Estates) — статистически обособленная местность, расположенная в округе Гавайи (штат Гавайи, США) с населением в 1731 человек по статистическим данным переписи 2000 года.

## География
По данным Бюро переписи населения США статистически обособленная местность Оркидлендс-Истейтс имеет общую площадь в 24,6 квадратных километров, водных ресурсов в черте населённого пункта не имеется.
Статистически обособленная местность Оркидлендс-Истейтс расположена на высоте 158 метров над уровнем моря.

## Демография
По данным переписи населения 2000 года в Оркидлендс-Истейтс проживало 1731 человек, 413 семей, насчитывалось 587 домашних хозяйств и 668 жилых домов. Средняя плотность населения составляла около 70,4 человек на один квадратный километр. Расовый состав Оркидлендс-Истейтс по данным переписи распределился следующим образом: 37,38 % белых, 0,81 % — чёрных или афроамериканцев, 0,75 % — коренных американцев, 20,34 % — азиатов, 9,65 % — выходцев с тихоокеанских островов, 30,44 % — представителей смешанных рас, 0,64 % — других народностей. Испаноговорящие составили 11,15 % от всех жителей статистически обособленной местности.
Из 587 домашних хозяйств в 40,5 % — воспитывали детей в возрасте до 18 лет, 49,9 % представляли собой совместно проживающие супружеские пары, в 13,5 % семей женщины проживали без мужей, 29,5 % не имели семей. 22,7 % от общего числа семей на момент переписи жили самостоятельно, при этом 2,9 % составили одинокие пожилые люди в возрасте 65 лет и старше. Средний размер домашнего хозяйства составил 2,95 человек, а средний размер семьи — 3,49 человек.
Население статистически обособленной местности по возрастному диапазону по данным переписи 2000 года распределилось следующим образом: 32,1 % — жители младше 18 лет, 8,8 % — между 18 и 24 годами, 26,1 % — от 25 до 44 лет, 25,8 % — от 45 до 64 лет и 7,3 % — в возрасте 65 лет и старше. Средний возраст жителей составил 35 лет. На каждые 100 женщин в Оркидлендс-Истейтс приходилось 115,0 мужчин, при этом на каждые сто женщин 18 лет и старше приходилось 108,3 мужчин также старше 18 лет.
Средний доход на одно домашнее хозяйство в статистически обособленной местности составил 27 083 доллара США, а средний доход на одну семью — 31 290 долларов. При этом мужчины имели средний доход в 32 045 долларов США в год против 24 188 долларов среднегодового дохода у женщин. Доход на душу населения в статистически обособленной местности составил 13 748 долларов в год. 24,1 % от всего числа семей в округе и 27,6 % от всей численности населения находилось на момент переписи населения за чертой бедности, при этом 38,8 % из них были моложе 18 лет и 18,9 % — в возрасте 65 лет и старше.